# Yohei Toyoda
Yohei Toyoda (født 11. april 1985) er en japansk fodboldspiller.

## Japans fodboldlandshold
| Japans landshold | Japans landshold | Japans landshold |
| År               | Kmp              | Mål              |
| ---------------- | ---------------- | ---------------- |
| 2013             | 3                | 0                |
| 2014             | 3                | 1                |
| 2015             |                  |                  |
| Total            | 6                | 1                |